# Bajram Sina
Bajram Sina (ur. 10 lipca 1998) – albański zapaśnik walczący w stylu klasycznym. Zajął czternaste miejsce na mistrzostwach świata w 2024 roku.
Zajął 22. miejsce na mistrzostwach Europy w 2023. Dziewiąty na igrzyskach śródziemnomorskich w 2022. Brązowy medalista Światowych Igrzysk Sportów Walki w 2023. Trzeci na ME U-23 w 2021 roku.